# In Liebe, Eure Hilde
In Liebe, Eure Hilde is een Duitse biografische film uit 2024, geregisseerd door Andreas Dresen, handelend over het leven van Hilde Coppi die tijdens de Tweede Wereldoorlog samen met haar man Hans Coppi tot de verzetsgroep Die Rote Kapelle behoorde.

## Verhaal
Berlijn, 1942. De onopvallende Hilde vindt langzamerhand haar plaats in de verzetsgroep die bekend zal worden als Die Rote Kapelle en waar ze verliefd wordt op Hans. Als de Gestapo in de herfst de leden van de groep arresteert, is de zwangere Hilde een van hen.

## Rolverdeling
| Acteur                  | Personage                |
| ----------------------- | ------------------------ |
| Liv Lisa Fries          | Hilde Coppi              |
| Johannes Hegemann       | Hans Coppi               |
| Lisa Wagner             | Anneliese Kühn           |
| Alexander Scheer        | Priester Harald Poelchau |
| Emma Bading             | Ina Ender-Lautenschläger |
| Sina Martens            | Libertas Schulze-Boysen  |
| Lisa Hrdina             | Grete Jäger              |
| Lena Urzendowsky        | Liane Berkowitz          |
| Hans-Christian Hegewald | Albert Hößler            |
| Nico Ehrenteit          | Harro Schulze-Boysen     |
| Jacob Keller            | Heinrich Scheel          |

## Release
In Liebe, Eure Hilde ging op 17 februari 2024 in première op het Internationaal filmfestival van Berlijn in de competitie voor de Gouden Beer.

## Prijzen en nominaties
De belangrijkste:
| Jaar | Prijs                                   | Categorie   | Genomineerde(n) | Uitslag     |
| ---- | --------------------------------------- | ----------- | --------------- | ----------- |
| 2024 | Internationaal filmfestival van Berlijn | Gouden Beer | Andreas Dresen  | Genomineerd |